# Gare de Virieu-le-Grand – Belley
Gare de Virieu-le-Grand - Belley – przystanek kolejowy w Tenay, w departamencie Ain, w regionie Owernia-Rodan-Alpy, we Francji.
Został otwarty w 1857 przez Compagnie du chemin de fer de Lyon à Genève. Jest przystankiem kolejowym Société nationale des chemins de fer français (SNCF), obsługiwanym przez pociągi TER Rhône-Alpes.